# Rob Janssen (dj)
Rob Janssen (Beneden-Leeuwen, 16 september 1988) is een Nederlands diskjockey, presentator en zanger. Janssen is bekend van zijn carnavalsact Lamme Frans waarmee hij verschillende singles heeft uitgebracht. Hij presenteert verschillende programma's voor AVROTROS op NPO 3FM. Daarnaast presenteerde hij in 2018 de quiz LUCKY13 op SBS6.

## Loopbaan

### Muziek
In 2010 bracht Janssen onder het pseudoniem "Piet van Vliet" het sinterklaasnummer "Zwarte P, witte L" uit, een parodie op "Zachte G, Harde L" van Jos van Oss. Uitgedost als Zwarte Piet bracht hij het lied ten gehore tijdens de intocht van Sinterklaas in Nijmegen, en wist daardoor een klein relletje te veroorzaken. De burgemeester van Nijmegen sprak er schande van, maar “Zwarte Piet” hield vol dat het lied puur en alleen diende om de witte chocoladeletter L wat meer bekendheid te geven.
Een dik jaar later, begin 2012, bracht Janssen als "Gerst" het nummer Ik laat je thuis uit; een parodie op Ik neem je mee van Gers Pardoel. Janssen schreef de tekst van het nummer zelf, maakte een clip en zette deze op YouTube. Op 23 januari 2012 werd het nummer uitgebracht als cd-single. Tijdens de carnaval van 2012 was dit nummer zeer succesvol. De naam Gerst is waarschijnlijk afgeleid van de naam van Gers Pardoel en de graansoort gerst, een belangrijke grondstof voor bier. Het management van Pardoel reageerde enthousiast op de parodie van het lied.
Janssen gebruikte het geld dat hij verdiende aan de optredens die hij deed als Gerst om af te studeren met een korte film over carnaval: De Raad. Op het Eindhovens filmfestival van 2012 kreeg de film de prijs voor beste debuutfilm en beste scenario. Ook werd de film geselecteerd voor het Garden State Filmfestival in Atlantic City.
Vanaf 2013 brengt Janssen jaarlijks onder het pseudoniem Lamme Frans een carnavalssingle uit. Twee keer kwam in zijn radioprogramma op 3FM een carnavalsnummer tot stand, dat hij vervolgens als Rob van de radio uitbracht. In 2020 maakte Janssen, samen met het Limburgse duo Sjpringlaevend, het nummer Doorgaon, een troostlied voor carnaval dat door de coronacrisis niet volledig door kon gaan. Lamme Frans was een van de artiesten in het gezelschap NAR (Niet Altijd Rozengeur) dat dit nummer uitbracht. Op 11 november 2021 bracht hij als Partij voor de Vrijdag met zijn radio-partner Wijnand Speelman en Veul Gère de single 'Ik klap erop' uit. De opbrengst kwam ten goede aan 3FM Serious Request.

### Radio
Na de start van zijn carrière bij Kermis FM in 2013 werd Janssen opgepikt door NPO 3FM. Om ervaring op te doen ging hij eerst een jaar presenteren bij Glow FM. Daarna presenteerde hij op 3FM van augustus 2015 tot en met november 2016 op zaterdagnacht De Orde van de Nacht, samen met Jasper Leijdens. Ook was hij invaller in de nacht. Vanaf november 2016 presenteert Janssen op zaterdagnacht en zondagmiddag voor AVROTROS een eigen programma op de publieke radiozender. In juni 2016 won Janssen de Lokale Omroep Award voor Radio-presentatietalent voor zijn werk op Glow FM. In december 2016 werd hij genomineerd voor een Marconi Award voor aanstormend talent. Vanaf februari 2017 tot september 2017 presenteerde Janssen de Mega Top 50. In december 2017 werd hij voor de tweede keer op rij genomineerd voor een Marconi Award voor aanstormend talent.
Vanaf september 2017 presenteert Janssen zijn programma voor de AVROTROS op de vrijdagmiddag en in het weekend tussen 12.00 en 14.00 uur, en daarnaast in de vrijdag-op-zaterdagnacht van 02.00 tot 04.00 uur. In oktober 2018 ruilde hij zijn vrijdagmiddagshow in voor Partij voor de Vrijdag, op de vrijdagavond van 19.00 tot 22.00 uur. Op 1 april 2020 stopte Janssen met zijn nachtprogramma, om zijn lunchshow Radio Op 'n Broodje weer van vrijdag t/m zondag te presenteren.
In december 2020 nam hij deel aan Serious Request, waarin hij samen met zijn collega Wijnand Speelman een duo vormde. Een jaar later nam hij, opnieuw tijdens Serious Request, voor het eerst zitting in het Glazen Huis. In 2022 deed hij dit weer.
3FM gooide in december 2021 de programmering om, waarmee er een einde kwam Robs lunchshow Radio Op 'n Broodje. Vanaf januari 2022 maakt hij samen met Wijnand Speelman de avondshow Rob & Wijnand, een programma van zowel de AVROTROS als KRO-NCRV dat maandag t/m donderdag van 19.00 tot 21.00 uur wordt uitgezonden. Op vrijdagavonden zijn Rob en Wijnand nog steeds te horen met Partij voor de Vrijdag, dat in januari 2022 genomineerd werd voor de Gouden RadioRing.
In juli 2022 ging de programmering van 3FM wederom op de schop. Om deze reden maakte Janssen samen met zijn team de laatste uitzending van Partij voor de Vrijdag op 2 september live vanuit de schouwburg in Cuijk. Tussen 12 september 2022 en 26 februari 2024 presenteerde Janssen samen met Wijnand Speelman de ochtendshow Rob & Wijnand en de Ochtendshow van 06.00 tot 09.00 uur op elke werkdag. Tussen 09.00 en 10.00 uur kwam daar nog een uurtje 00's achteraan samen met hun collega Jorien Renkema. Ook deze programma's vielen onder de vlag van zowel de AVROTROS als KRO-NCRV. Op 26 februari 2024 stopte Janssen met de ochtendshow. Het vroege opstaan viel hem zwaarder dan verwacht. 
Vanaf vrijdag 19 april 2024 presenteert Janssen de De Vrijdag Vuurwerk Show iedere vrijdag van 16.00 tot 19.00 uur en is te horen bij AVROTROS op NPO 3FM.

### Gouden RadioRing gala
Sinds 2019 is Janssen de presentator van het Gouden RadioRing gala. In 2022 sloeg hij echter een jaar over, omdat zijn programma Partij voor de Vrijdag toen genomineerd was voor de prijs.

### Televisie
In 2018 presenteerde Janssen bij SBS6 het eerste seizoen van de dagelijkse quiz LUCKY13. Sinds 2022 is Janssen ook op tv te zien als verslaggever voor het programma Natuur Deluxe van NPO Zapp, hij is tevens de voice-over in dit programma.

### Online
Met zijn eigen bedrijf creëert Janssen verschillende video's op TikTok voor NPO Zapp. Hij speelt hier het personage Groenteman Gijs.

## Discografie

### Singles
| Single met eventuele hitnotering(en) in de Nederlandse Top 40                     | Datum van verschijnen | Datum van binnenkomst | Hoogste positie | Aantal weken | Opmerkingen                 |
| --------------------------------------------------------------------------------- | --------------------- | --------------------- | --------------- | ------------ | --------------------------- |
| Ik laat je thuis (als Gerst)                                                      | 23-01-2012            | 21-01-2012            | tip9            | -            | Nr. 33 in de Single Top 100 |
| Alles in een (als Lamme Frans)                                                    | 2013                  | 02-02-2013            | tip13           | -            | Nr. 33 in de Single Top 100 |
| Keivol (als Frikadele)                                                            | 2013                  | 18-01-2013            |                 |              |                             |
| Altijd Carnaval (als Lamme Frans)                                                 | 2014                  | 10-02-2014            |                 |              |                             |
| Wakker met een biertje! (als Lamme Frans)                                         | 2015                  | 07-02-2015            | tip24           | -            |                             |
| Kop als een boemeltrein (als Lamme Frans)                                         | 2016                  | 14-01-2016            |                 |              |                             |
| Zo dronken (als Lamme Frans)                                                      | 2016                  | 14-01-2016            |                 |              |                             |
| FEEST! (als Lamme Frans)                                                          | 2017                  | 20-01-2017            |                 |              |                             |
| Wij zijn vrienden (Bier en ik) (als Lamme Frans)                                  | 2017                  | 09-11-2018            |                 |              |                             |
| Alles moet op (als Lamme Frans)                                                   | 2018                  | 26-01-2018            |                 |              |                             |
| De Zuipschuit (als Lamme Frans)                                                   | 2019                  | 25-01-2019            |                 |              |                             |
| Mijn buurman is visboer! (als Rob van de Radio)                                   | 2019                  | 22-02-2019            |                 |              |                             |
| Handjes Handjes Bloemetjesgordijn (als Lamme Frans)                               | 2020                  | 25-01-2020            |                 |              |                             |
| Gat in m'n Caravan (als Rob van de Radio )                                        | 2020                  | 14-02-2020            |                 |              |                             |
| Ik klap erop (als Partij voor de Vrijdag samen met Wijnand Speelman en Veul Gère) | 2021                  | 11-11-2021            |                 |              |                             |
| Fijnfisjenie! (als Lamme Frans)                                                   | 11-02-2022            | 11-02-2022            |                 |              |                             |
| De Politie (Het Is Pas Feest...) (als Lamme Frans)                                | 05-01-2024            | -                     |                 |              |                             |
| Het feest kan beginnen (als Lamme Frans)                                          | 2024                  | -                     |                 |              | Met De Deurzakkers          |
| Maak Je Niet Druk (als Lamme Frans)                                               | 17-02-2025            | -                     |                 |              |                             |

| Single met hitnotering(en) in de Vlaamse Ultratop 50 | Datum van verschijnen | Datum van binnenkomst | Hoogste positie | Aantal weken | Opmerkingen |
| ---------------------------------------------------- | --------------------- | --------------------- | --------------- | ------------ | ----------- |
| Ik laat je thuis (als Gerst)                         | 2012                  | 21-01-2012            | tip47           | -            |             |

- MusicBrainz: d9bc6e99-396d-4d5a-a9ce-f7b34510dc5f